# Sevede landskommun
Sevede landskommun var en tidigare kommun i Kalmar län.

## Administrativ historik
Kommunen bildades vid kommunreformen 1952 som så kallad storkommun genom sammanläggning av de tidigare kommunerna Vimmerby landskommun, Frödinge landskommun, Pelarne landskommun och Rumskulla landskommun.
Den fick sitt namn av Sevede härad, som dock omfattade sju socknar.
Den 1 januari 1959 överfördes från Sevede och Vimmerby landsförsamling till Vimmerby stad och Vimmerby stadsförsamling ett område med 41 invånare och omfattande en areal av 0,62 km², varav 0,57 km² land.
Kommunen upphörde med utgången av år 1970, då den gick upp i Vimmerby kommun.
Kommunkoden var 0811.

### Kyrklig tillhörighet
I kyrkligt hänseende tillhörde landskommunen de fyra församlingarna Frödinge, Pelarne, Rumskulla och Vimmerby landsförsamling. Den 1 januari 1965 slogs Vimmerby landsförsamling ihop med Vimmerby stadsförsamling och bildade Vimmerby församling, som därefter var delad mellan Sevede landskommun och Vimmerby stad.

## Kommunvapnet
Blasonering: I rött fält ett svävande kors av guld med svagt utböjda ändar, åtföljt i vardera vinkeln av en sexbladig blomma av silver.
Detta vapen fastställdes av Kungl. Maj:t den 19 oktober 1953 och avskaffades när kommunen upphörde den 1 januari 1971.

## Befolkningsutveckling
| Befolkningsutvecklingen i Sevede landskommun 1951–1969                                           | Befolkningsutvecklingen i Sevede landskommun 1951–1969 | Befolkningsutvecklingen i Sevede landskommun 1951–1969 | Befolkningsutvecklingen i Sevede landskommun 1951–1969 | Befolkningsutvecklingen i Sevede landskommun 1951–1969 |
| ------------------------------------------------------------------------------------------------ | ------------------------------------------------------ | ------------------------------------------------------ | ------------------------------------------------------ | ------------------------------------------------------ |
|                                                                                                  |                                                        |                                                        |                                                        |                                                        |
| År                                                                                               |                                                        |                                                        | Folkmängd                                              |                                                        |
| 1951                                                                                             | 1951                                                   |                                                        | 5 223                                                  |                                                        |
| 1955                                                                                             | 1955                                                   |                                                        | 4 939                                                  |                                                        |
| 1960                                                                                             | 1960                                                   |                                                        | 4 591                                                  |                                                        |
| 1965                                                                                             | 1965                                                   |                                                        | 4 350                                                  |                                                        |
| 1969                                                                                             | 1969                                                   |                                                        | 4 193                                                  |                                                        |
| Anm: Befolkning den 31 december enligt den administrativa indelningen den 1 januari följande år. |                                                        |                                                        |                                                        |                                                        |

## Geografi
Sevede landskommun omfattade den 1 januari 1952 en areal av 519,62 km², varav 489,65 km² land.

### Tätorter i kommunen 1960
| Tätort   | Folkmängd |
| -------- | --------- |
| Storebro | 837       |
| Frödinge | 254       |

Tätortsgraden i kommunen var den 1 november 1960 23,7 procent.

## Politik

### Mandatfördelning i valen 1950-1966
| 12 | 21 | 3 | 4 |

| 38 |

| 13 | 20 | 2 | 5 |

| 37 |

| 9 | 20 |  | 5 |

| 33 |

| 10 | 20 |  | 4 |

| 32 |

| 9 | 20 |  | 5 |

| 31 |